# Hister sturnus
Hister sturnus är en skalbaggsart som beskrevs av Sylvain Auguste de Marseul 1861. Hister sturnus ingår i släktet Hister och familjen stumpbaggar. Inga underarter finns listade i Catalogue of Life.